# Oppdal (stacja kolejowa)
Oppdal (norw. Oppdal stasjon) – stacja kolejowa w Oppdal, w regionie Trøndelag, w Norwegii. Znajduje się na linii Dovrebanen, 429,28 km od Oslo Sentralstasjon. Została otwarta w 1921.